# Jemeppe-sur-Sambre
Jemeppe-sur-Sambre (wym. ʒə.mɛp.syʁ.sɑ̃bʁ, wa. Djimepe-so-Sambe) – miejscowość i gmina w Belgii, w Regionie Walońskim, w prowincji Namur, w okręgu Namur. 1 stycznia 2024 roku liczyła 19 225 mieszkańców. Leży nad rzeką Sambrą.
Znajduje się tutaj jaskinia Spy.

## Podział administracyjny
W skład gminy wchodzi siedem dzielnic (section):
- Balâtre
- Ham-sur-Sambre
- Mornimont
- Moustier-sur-Sambre
- Onoz
- Saint-Martin
- Spy

## Osoby

### urodzone w Jemeppe-sur-Sambre
- Florent Bureau (1906–1999), matematyk
- André-Marie Charue (1898–1922), biskup
- Nathalie Sorce (1979), piosenkasrka